# Rtęć

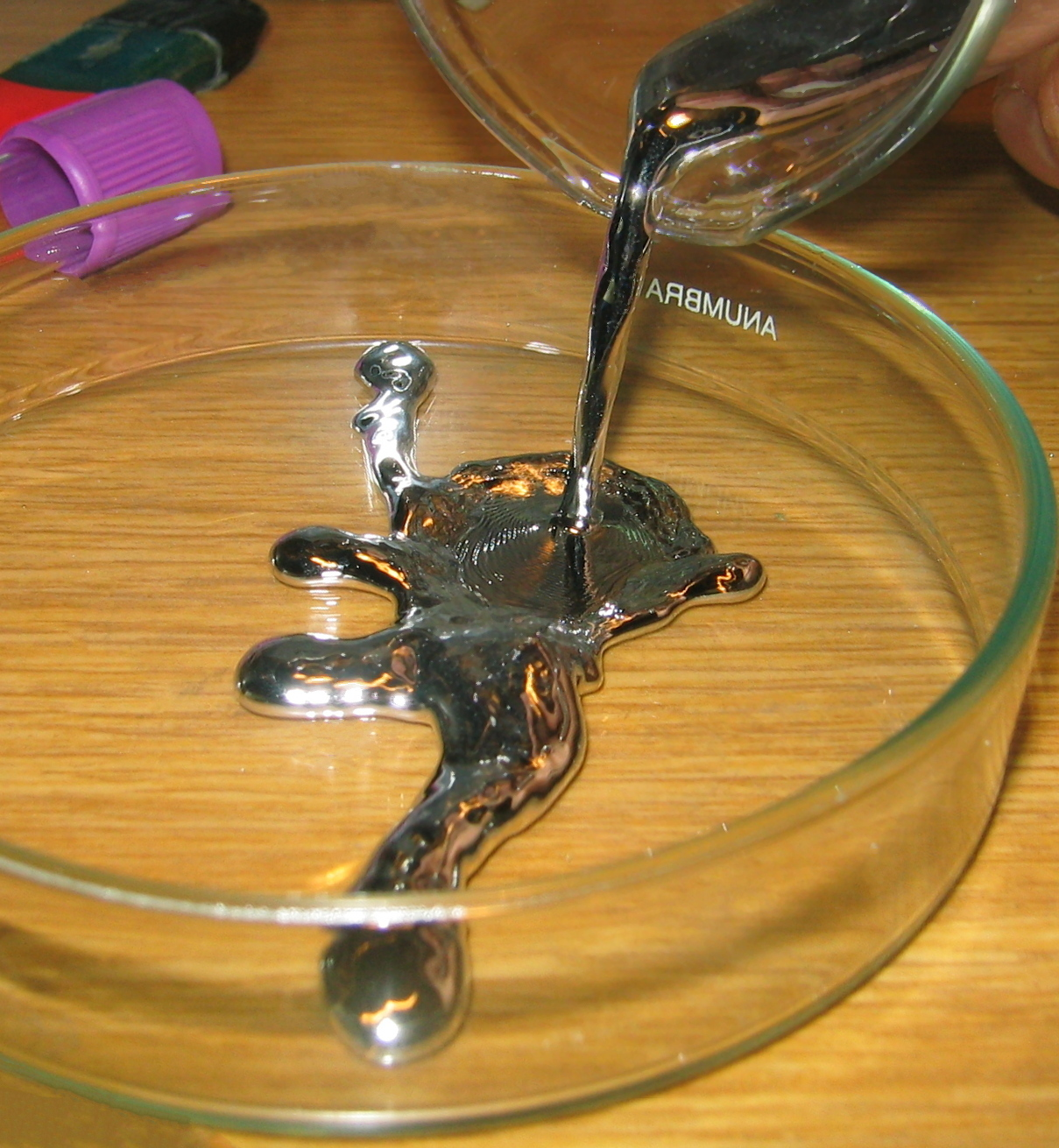
Rtęć nalewana na szalkę Petriego

Rtęć (Hg, łac. hydrargyrum, z gr. ὑδράργυρος hydrargyros ‘wodne srebro’) – pierwiastek chemiczny z grupy metali przejściowych. Uznana za pierwiastek przez Lavoisiera. Rtęć jest jedynym metalem występującym w warunkach normalnych w stanie ciekłym.
Rtęć występuje w skorupie ziemskiej w ilości 0,05 ppm.
Najważniejszymi minerałami rtęci są:
- cynober, HgS
- kalomel, Hg
2Cl
2
- rtęć rodzima.

## Właściwości
Rozpuszcza metale, tworząc amalgamaty (z wyjątkiem żelaza, platyny, wolframu i molibdenu). Wykazuje dużą lotność – w stanie nasycenia w temperaturze 20 °C w powietrzu znajduje się 14 mg Hg na m³. Dawka progowa rtęci, czyli najwyższe stężenie uważane za bezpieczne, wynosi 0,05 mg Hg na m³ powietrza, dlatego rozlana rtęć stanowi potencjalne niebezpieczeństwo zatrucia.
Zawartość rtęci w powietrzu w ng/cm³ (co odpowiada μg/dm³ i mg/m³) w stanie nasycenia dla różnych temperatur określa empiryczne równanie Dumareya:
{\displaystyle \gamma _{Hg}={\frac {D}{T}}10^{-(A+{\frac {B}{T}})}}
gdzie:
A = −8,134459741
B = 3240,871534 K
D = 216522,61 K ng/cm³
T – temperatura w K
Kationy rtęci Hg2+
 oraz Hg2+
2 różnią się właściwościami. W analizie chemicznej Hg2+
2 należy do I grupy kationów, natomiast Hg2+
 – do II.

## Otrzymywanie
Na skalę przemysłową rtęć otrzymuje się z cynobru, czyli siarczku rtęci(II), przez ogrzewanie w obecności powietrza:
HgS + O
2 → Hg↑ + SO
2↑
Proces ten przebiega w dwóch etapach:
(1) 2HgS + 3O
2 → 2HgO + 2SO
2↑
(2) 2HgO → 2Hg↑ + O
2↑
Inną metodą jest ogrzewanie HgS wobec reduktora, np. żelaza:
HgS + Fe → Hg↑ + FeS
W warunkach laboratoryjnych rtęć można uzyskać poprzez ogrzewanie tlenku rtęci(II).

## Zastosowanie

### Zastosowania historyczne
Rzymianie używali jej do ługowania piasków rzecznych, w celu wydobycia z nich srebra i złota. Tlenek rtęci(II) był głównym składnikiem czerwonej farby, stosowany był do szminkowania i malowania. W średniowieczu alchemicy próbowali stworzyć złoto przez połączenie siarki z rtęcią. Wolna rtęć pod nazwą żywego srebra była trzymana w domach bogaczy jako zabawka. W XVI wieku Paracelsus wprowadził związki rtęci do medycyny i farmacji.

### Zastosowania rtęci metalicznej

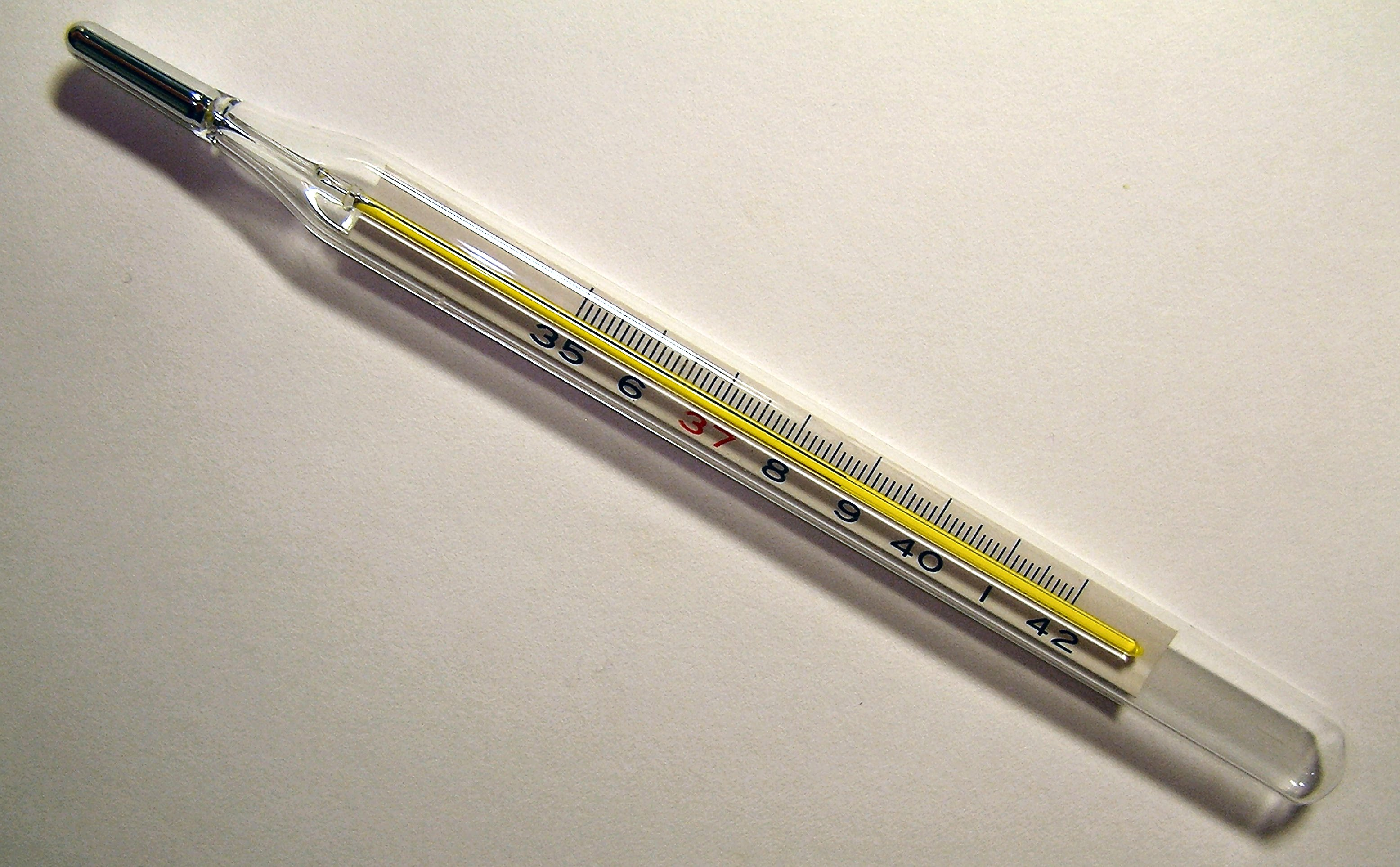
Termometr rtęciowy

Rtęć znalazła zastosowanie do wypełniania termometrów, barometrów, manometrów, pomp próżniowych itp. Duże ilości rtęci zużywane są w procesie zwanym amalgamacją do wydobywania złota i srebra (zwłaszcza w złożach o dużym rozdrobnieniu kruszców; metale rozpuszczają się w rtęci, tworząc amalgamaty, z których są odzyskiwane przez odparowanie rtęci) oraz do elektrolizy litowców i produkcji materiałów wybuchowych.
Oprócz tego metaliczna rtęć jest stosowana:
- do wytwarzania amalgamatów, wykorzystywanych m.in. do wykonywania plomb dentystycznych
- przy produkcji świetlówek i lamp rtęciowych.

W epoce wczesnonowożytnej (co najmniej od XVI wieku, do 1843 r.) rtęci używano do produkcji luster. W związku z tym wielu ludzi chorowało z powodu zatrucia tym metalem. Stosowano ją również do leczenia kiły, poprzez podawanie rtęci doustnie, w zastrzykach i przez nacieranie skóry.

## Zastosowania związków rtęci
Wiele związków rtęci ma szerokie zastosowanie:
- chlorek rtęci(I) – kalomel, stosowany jest w lecznictwie, do wyrobu elektrod, jako środek ochrony roślin;
- chlorek rtęci(II) – sublimat, służy jako katalizator w syntezie organicznej, w metalurgii, w mikrobiologii, jako środek dezynfekujący;
- piorunian rtęci – Hg(CNO)
2 ma zastosowanie do wyrobu spłonek i detonatorów;
- odczynnik Nesslera (alkaliczny roztwór jodortęcianu potasu K
2[HgI
4]) – używany w chemii analitycznej do wykrywania jonów amonowych (NH+
4);
- do produkcji farb okrętowych.

## Działanie biologiczne
Rtęć w formie: ciekłej, par i rozpuszczalnych związków jest trująca.
Rtęć wchłania się przez drogi oddechowe w postaci pary. Z płuc dostaje się do krwi, gdzie wnika do erytrocytów, w których jest utleniana. Pewne ilości rtęci wnikają też do mózgu i przenikają przez barierę łożyskową do krwi płodu. Wchłonięta w ten sposób rtęć jest wydalana z moczem i w niewielkim stopniu z kałem. Kumuluje się w nerkach, uszkadzając je.
Toksyczność rtęci polega na niszczeniu błon biologicznych i wiązaniu się z białkami. W ten sposób rtęć zakłóca wiele niezbędnych do życia procesów biochemicznych.
Ostre zatrucie oparami rtęci wywołuje zapalenie płuc i oskrzeli prowadzące niekiedy do śmiertelnej niewydolności oddechowej. Inne objawy to: krwotoczne zapalenie jelit, niewydolność krążenia, zapalenie błony śluzowej jamy ustnej. Uszkodzeniu ulegają również nerki i układ nerwowy.
Spożycie związków rtęci powoduje ślinotok, wymioty, krwawą biegunkę, martwicę błony śluzowej jelit. Pojawia się również pieczenie w przełyku. Podobnie jak w zatruciu drogą oddechową uszkodzone zostają nerki.
Zatrucie przewlekłe małymi ilościami rtęci powoduje początkowo niespecyficzne objawy takie jak ból głowy i kończyn, osłabienie. W późniejszym czasie dochodzi do zapaleń błon śluzowych przewodu pokarmowego, wypadania zębów i wystąpienia charakterystycznego niebiesko-fioletowego rąbka na dziąsłach. Obserwuje się też postępujące uszkodzenia ośrodkowego układu nerwowego: zaburzenia snu, upośledzenie koncentracji, zaburzenia pamięci, zmiany w osobowości. Później pojawiają się drżenia rąk i nóg, niezborność chodu. Charakterystycznym objawem jest zmiana charakteru pisma na tzw. „drżące pismo”. W zatruciu przewlekłym również obserwuje się uszkodzenie nerek.
Ze względu na toksyczne działanie rtęć i jej związki w Unii Europejskiej zostały uznane za substancje priorytetowe w dziedzinie polityki wodnej. Zaliczana jest do grupy substancji uPBT (wszędobylskie, trwałe, podlegające bioakumulacji i toksyczne), a przekroczenie norm jej stężenia w wodzie lub organizmach wodnych jest najczęstszą przyczyną nieosiągania dobrego stanu chemicznego wód powierzchniowych.